# Mughiphantes restrictus
Mughiphantes restrictus là một loài nhện trong họ Linyphiidae.
Loài này thuộc chi Mughiphantes. Mughiphantes restrictus được Andrei V. Tanasevitch & Michael Ilmari Saaristo miêu tả năm 2006.